# Ophiopogon albimarginatus
Ophiopogon albimarginatus är en sparrisväxtart som beskrevs av Ding Fang. Ophiopogon albimarginatus ingår i släktet Ophiopogon och familjen sparrisväxter. Inga underarter finns listade i Catalogue of Life.